# 1-bromhexan
1-Bromhexan je organická sloučenina se vzorcem Br(CH2)5CH3, za standardních podmínek bezbarvá kapalina.

## Výroba a reakce
Většina 1-bromalkanů se vyrábí radikálovou adicí bromovodíku na 1-alkeny. Reakce probíhá proti Markovnikovovu pravidlu za vzniku 1-bromovaného produktu.
1-Bromhexan vstupuje do reakcí obvyklých pro monobromované alkany. Lze pomocí něj připravit Grignardova činidla. Reaguje s fluoridem draselným za tvorby 1-fluorhexanu.